# توشیکو فوجیتا
توشیکو فوجیتا (انگلیسی: Toshiko Fujita؛ زادهٔ ۵ آوریل ۱۹۵۰ - ۲۸ دسامبر ۲۰۱۸) هنرپیشه، صداپیشه و خواننده اهل ژاپن است. وی از سال ۱۹۵۴ میلادی تا پایان عمرش مشغول فعالیت بوده‌است و در سال ۲۰۱۸ به علت سرطان سینه درگذشت.
وی صداپیشه انیمه‌هایی همچون ایکیو-سان، آوت‌لو استار، وان پیس، اینویاشا بچه‌های مدرسه والت و دیجیمون بوده‌است.